# 王亚军 (1969年)
王亚军（1969年12月—），安徽人，中华人民共和国政治人物、外交官。1991年7月加入中国共产党。

## 生平
王亚军毕业于外交学院，拥有双学士学位。1991年8月，在外交学院参加工作。1993年6月，任外交学院团委书记兼亚太研究中心副主任。1995年6月起，历任外交部团委书记、外交部机关党委青年工作处处长、驻比利时大使馆一等秘书、驻欧盟使团一等秘书、驻斯特拉斯堡总领事馆副总领事。2004年9月，任外交部经济外交与合作办公室主任。2005年6月，任外交部政策研究司参赞，后升副司长。2008年3月，任驻欧盟使团公使衔参赞。2010年4月，任驻欧盟使团公使（正局级）。2011年3月，调任中央外办政策研究局局长。2015年6月，任外交部政策规划司司长。2016年6月，任中共中央对外联络部部长助理。2018年1月，任中共中央对外联络部副部长。
2020年12月，全国人大常务委员会任命王亚军为中华人民共和国驻朝鲜大使。但受新冠疫情和朝鲜防疫政策影响，直至2023年3月27日抵达平壤赴任。